# Запал (устройство)

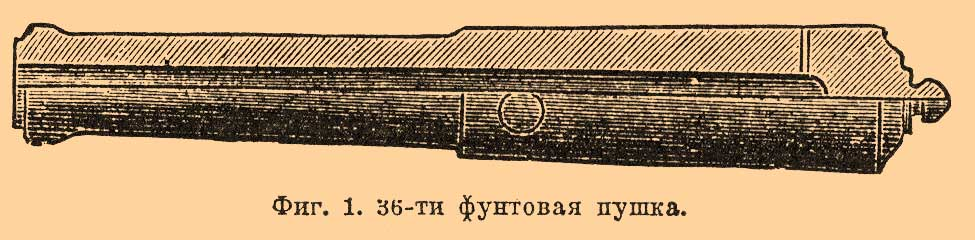
Запал в орудии, Фиг. 1. 36-фунтовая пушка., Фигура № 1 к статье «Орудие артиллерийское», иллюстрация из Энциклопедического словаря Брокгауза и Ефрона, 1890 — 1907 годов.

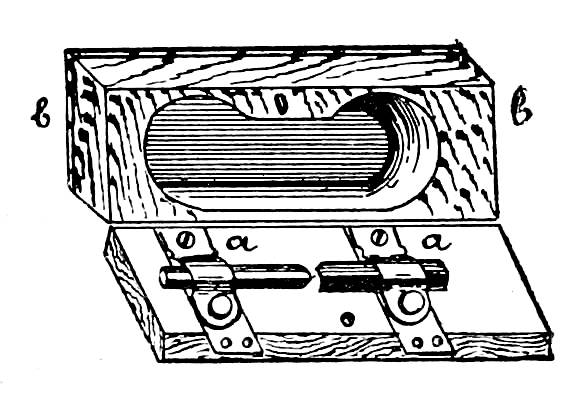
Запал Шиллинга, Рисунок № 1 к статье «Запал». Военная энциклопедия Сытина, Санкт-Петербург, 1911 — 1915 годов.

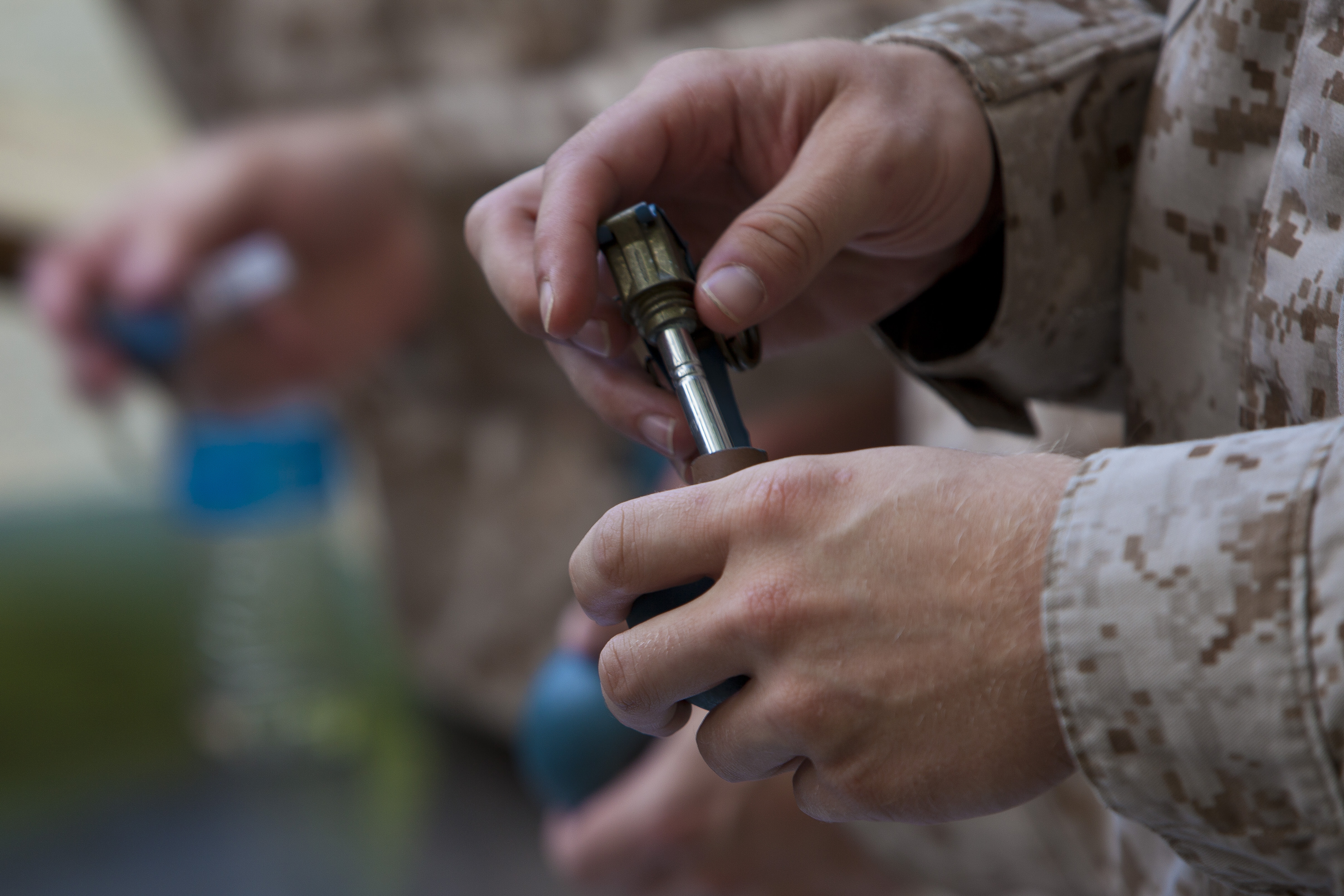
Вкручивание запала в гранату.

Запал гранаты Борстейна.
1 — крышка запала;
2 — картонная прокладка;
3 — крышка воспламенителя;
4 — ось ударника;
5 — пружина;
6 — ударник;
7 — кожаная прокладка;
8 — резьба;
9 — корпус запала;
10 — фитиль;
11 — воспламенитель 2;
12 — детонатор;
13 — воспламенитель 1;
14 — затвор;
15 — отверстие для чеки;
16 — рычаг;
17 — запал в гранате.

Запа́л — устройство (изделие), средство воспламенения заряда для разрыва (подрыва) гранат, ручных гранат и в артиллерийских орудиях XV—XVII веков (в некоторых артиллерийских системах до XX века), а также для воспламенения заряда при минных и подрывных работах. 
В литературе также применяется слово Затравка.

## История
В процессе совершенствования военного дела в качестве средства поражения стали применять горючие вещества, позже порох и для их воспламенения был применён запал, специальное устройство позволяющее инициировать поджог и взрыв, без вреда для человека производящего поджог и взрыв.

### Артиллерийские запалы
Ранее в артиллерийском деле запал (Орудийный запал) — сквозной канал в артиллерийских орудиях, через который воспламеняется пороховой заряд. Специальный канал может быть расположен в стенке или затворе артиллерийского орудия для сообщения огня заряду. В первых образцах огнестрельного оружия, для их стрельбы, воспламенение порохового заряда производилось прикосновением раскалённого железного стержня к пороху, насыпанному в запал. С XVI века вместо железного прута стал употребляться фитиль, который держался зажжённым во все время стрельбы оружия, в руках, на жагре (пальнике).
Запал, в зависимости от устройства арторудия был расположен в:
- стенке орудия, перпендикулярно к его оси (запал вертикален);
- в затворе, по направлению оси канала ствола;
- наклонно к оси, проходя и через стенку орудия, и через затвор.

### Минные запалы
В инженерном деле минный запал был предназначен для воспламенения минных горнов.
Минные запалы (Запалы минные) состояли из:
- фитилей и шнуров, проваренных в особых медленно горящих составах, или из палительных свечей;
- фрикционных трубок;
- ударных капсюлей и тому подобное, быстро воспламеняющихся и сгорающих[6].

Запалы минные, в инженерном деле, для взрывания зарядов при помощи электрического тока разделялись на запалы:
- накаливания;
- искровые или прерывчатые[5].

Запалы бывают:
- мгновенного действия (например — МД-2);
- замедленного действия (ЗДП).